# V370 Большой Медведицы
V370 Большой Медведицы (лат. V370 Ursae Majoris) — двойная затменная переменная звезда типа W Большой Медведицы (EW) в созвездии Большой Медведицы на расстоянии приблизительно 2572 световых лет (около 789 парсеков) от Солнца. Видимая звёздная величина звезды — от +15,06m до +14,48m. Орбитальный период — около 0,2917 суток (7,0001 часов).